# Dendrobium ditschiense
Dendrobium ditschiense är en orkidéart som beskrevs av Johannes Jacobus Smith. Dendrobium ditschiense ingår i släktet Dendrobium, och familjen orkidéer. Inga underarter finns listade i Catalogue of Life.